# ایکونو، اوساکا

بخش ایکونو، اوساکا (به ژاپنی: 生野区 Ikuno-ku, Osaka) یکی از مناطق ۲۴ گانه اوساکا در ژاپن است.